# Orbifold
En mathématiques, un orbifold (parfois appelé aussi orbivariété) est une généralisation de la notion de variété contenant de possibles singularités. Ces espaces ont été introduits explicitement pour la première fois par Ichirō Satake en 1956 sous le nom de V-manifolds. Pour passer de la notion de variété (qui impose au moins une idée de continuité) à celle d'orbifold, on ajoute comme modèles locaux tous les quotients d'ouverts de {\displaystyle R^{n}} par l'action de groupes finis. L'intérêt pour ces objets a été ravivé considérablement à la fin des années 70 par William Thurston en relation avec sa conjecture de géométrisation.
En physique, ces espaces ont été considérés initialement comme espaces de compactification en théorie des cordes car malgré la présence de singularités la théorie y est bien définie.
Lorsqu'ils sont utilisés dans le cadre plus particulier de la théorie des supercordes, les orbifolds autorisés doivent avoir la propriété supplémentaire d'être des variétés de Calabi-Yau afin de préserver une quantité minimale de supersymétrie. Mais dans le cas où des singularités sont présentes, il s'agit là d'une extension de la définition originale des espaces de Calabi-Yau car ceux-ci sont en principe des espaces sans singularité.

## Orbifolds en topologie différentielle et en géométrie

### Définition
De même qu'une variété, un orbifold est spécifié par des données de recollement entre des modèles locaux ; cependant, au lieu que ces modèles locaux soient des ouverts de Rn, ce sont des quotients de tels ouverts par des actions de groupes finis. Les données de recollement décrivent non seulement la structure de l'espace quotient, qui n'est pas nécessairement une variété, mais aussi celle des sous-groupes d'isotropie.
Un atlas d'orbifold {\displaystyle O} de dimension n est la donnée simultanée :
- d'un espace de Hausdorff {\displaystyle |O|}, appelé l'espace sous-jacent,
- d'un recouvrement ouvert (Ui) de {\displaystyle |O|}, clos par intersections finies
- pour chaque indice {\displaystyle i}, d'une carte {\displaystyle (U_{i},{\tilde {U}}_{i},\Gamma _{i},\varphi _{i})} constituée (outre Ui)
  - d'un ouvert {\displaystyle {\tilde {U}}_{i}} de {\displaystyle \mathbb {R} ^{n}}
  - d'une action fidèle linéaire d'un groupe fini {\displaystyle \Gamma _{i}} sur {\displaystyle {\tilde {U}}_{i}}
  - d'un homéomorphisme {\displaystyle {\tilde {\varphi }}_{i}:{\tilde {U}}_{i}/\Gamma _{i}\to U_{i}} (on notera {\displaystyle \varphi _{i}:{\tilde {U}}_{i}\to U_{i}} l'application composée)

tels que pour toute inclusion Ui {\displaystyle \subset } Uj il existe un morphisme de groupes injectif fij : Γi {\displaystyle \rightarrow } Γj et un homéomorphisme ψij de {\displaystyle {\tilde {U}}_{i}} dans un ouvert de {\displaystyle {\tilde {U}}_{j}}, appelé application de recollement,
- Γi-équivariante (relativement à fij)
- compatible avec les cartes (i.e. φj·ψij = φi)
- unique à translation près (i.e. que toute autre application de recollement de Vi dans Vj est de la forme g·ψij pour un unique g dans Γj).

Deux atlas définissent la même structure d'orbifold si leur réunion est encore un atlas.
Pour une structure d'orbifold donnée, le sous-groupe d'isotropie en chaque point est entièrement déterminé (à isomorphisme près) : c'est le stabilisateur du point dans n'importe quelle carte. Si Ui {\displaystyle \subset } Uj {\displaystyle \subset } Uk, alors il existe un unique élément de transition gijk dans Γk tel que
gijk·ψik = ψjk·ψij.
Ces éléments de transition vérifient
(Ad gijk)·fik = fjk·fij
et vérifient de plus la relation de cocycle (qui garantit l'associativité) :
fkm(gijk)·gikm = gijm·gjkm.
Un point dont le groupe d'isotropie est non trivial est appelé point singulier ou exceptionnel. Les points non singuliers forment un sous-ensemble dense.
De même que dans le cas des variétés, en imposant des conditions de différentiabilité sur les applications de recollement on obtient la définition d'un orbifold différentiable. Il est dit riemannien si de plus les cartes sont munies de métriques riemanniennes invariantes et les applications de recollement sont des isométries.
Un morphisme entre deux orbifolds {\displaystyle O} et {\displaystyle O'} est une fonction continue {\displaystyle f:|O|\to |O'|} telle que pour tout point {\displaystyle x} de {\displaystyle O} il existe des cartes {\displaystyle (U,{\tilde {U}},\Gamma ,\varphi )} et {\displaystyle (U',{\tilde {U}}',\Gamma ',\varphi ')} où {\displaystyle x\in U} et {\displaystyle f(U)\subset U'} et une application continue {\displaystyle {\tilde {f}}:{\tilde {U}}\to {\tilde {U}}'} au-dessus de {\displaystyle f} qui soit équivariante par rapport à un certain homomorphisme de {\displaystyle \Gamma } dans {\displaystyle \Gamma '}. Un morphisme {\displaystyle f} est appelé lisse (resp. immersion, submersion) si tous les {\displaystyle {\tilde {f}}} le sont. Une immersion qui est un homéomorphisme sur son image est appelé un plongement. Un difféomorphisme est un plongement surjectif.

### Exemples
- Toute variété sans bord est un orbifold sans point singulier.
- On construit la plupart du temps un orbifold N comme espace quotient d'une variété M (sans singularité) par une symétrie discrète de celle-ci. Si l'opération de symétrie ne possède pas de point fixe alors on sait que le résultat est encore une variété, mais si par contre il existe un ou plusieurs points fixes alors le quotient possède des singularités sur chacun de ceux-ci et est donc « véritablement » un orbifold.
Par exemple si on considère un cercle S1 (qui est une variété de dimension 1) et qu'on le paramétrise par un angle θ ∈ ℝ/2πℤ alors on peut considérer les deux involutions suivantes :{\displaystyle \sigma _{1}:\theta \mapsto \theta +\pi ,\qquad \sigma _{2}:\theta \mapsto -\theta }.Alors σ1, qui est une translation d'une demi-période, ne possède pas de point fixe. Le quotient associé, noté S1/σ1 est donc encore une variété (et de fait il s'agit encore d'un cercle).
Par contre σ2 possède deux points fixes en θ = 0 et θ = π. Le quotient S1/σ2 n'est donc pas une variété mais bien un orbifold. Il est topologiquement équivalent à un segment [0, π] et les deux extrémités sont des points singuliers : leur sous-groupe d'isotropie est ℤ/2ℤ.
- Si N est une variété compacte à bord, on peut former son double M en recollant, le long de leur bord commun, une copie de N et de son image miroir. ℤ/2ℤ agit naturellement par réflexion sur M en fixant les points de cette frontière commune ; l'espace quotient de cette action s'identifie à N, qui se trouve ainsi muni d'une structure naturelle d'orbifold (ses points singuliers sont les points du bord de N et leur groupe d'isotropie est ℤ/2ℤ).
- Plus généralement, si M est une variété riemannienne munie d'une action isométrique cocompacte propre d'un groupe discret Γ, alors l'espace quotient N = M/Γ est naturellement muni d'une structure d'orbifold. Les orbifolds obtenus de cette façon sont dits développables ou bons.
- En dimension 2, l'exemple le plus simple est celui du quotient d'un disque ouvert par l'action d'une rotation d'ordre fini. Le résultat est topologiquement un disque mais sa structure d'orbifold comprend un point singulier dont le sous-groupe d'isotropie est cyclique (la singularité est dite conique).
- Le premier exemple de surface orbifold qui n'est pas le quotient d'une variété lisse est obtenu en découpant un disque sur la sphère S2 et en le remplaçant par un disque à singularité conique comme ci-dessus. On peut généraliser cette façon de construire des orbifolds en remplaçant la sphère par n'importe quelle surface compacte sans bord, et en découpant un nombre fini de disques.

### Revêtements et groupe fondamental
Les orbifolds étant introduits en particulier pour donner une structure au quotient d'une variété par l'action d'un groupe fini, on veut pouvoir dire que si {\displaystyle M} est une variété sur laquelle agit un groupe fini {\displaystyle G} alors l'application {\displaystyle M\to M/G=O} est un revêtement et que si {\displaystyle M} est simplement connexe alors l'orbifold quotient a pour groupe fondamental {\displaystyle G}.

#### Revêtements
Un revêtement d'un orbifold {\displaystyle O} par un orbifold {\displaystyle {\bar {O}}} est une application continue {\displaystyle p:|{\bar {O}}|\to |O|} telle que tout point {\displaystyle x} de {\displaystyle O} admette un voisinage {\displaystyle U} vérifiant : chaque composante connexe {\displaystyle V} de {\displaystyle p^{-1}(U)} admet une carte {\displaystyle \varphi :{\tilde {V}}\to V} telle que {\displaystyle p\circ \varphi } soit une carte de {\displaystyle O}.
Il faut prendre garde au fait que l'application {\displaystyle p} n'est en général pas un revêtement entre espace topologiques.
On appelle revêtement universel de {\displaystyle O} un revêtement {\displaystyle p:|{\hat {O}}|\to |O|} tel que pour tout revêtement {\displaystyle q:|{\bar {O}}|\to |O|} il existe un revêtement {\displaystyle r:|{\hat {O}}|\to |{\bar {O}}|} tel que {\displaystyle p=q\circ r}. D'après un théorème de Thurston, tout orbifold possède un revêtement universel qui est unique à difféomorphisme près.

#### Groupe fondamental
Le groupe fondamental d'un orbifold est le groupe des automorphismes de son revêtement universel, c’est-à-dire des difféomorphismes de {\displaystyle {\hat {O}}} tels que {\displaystyle p\circ f=p}. On le note {\displaystyle \pi _{1}(O)} et on a bien {\displaystyle O={\hat {O}}/\pi _{1}(O)}.

### Lien avec la conjecture de Thurston
La conjecture de géométrisation de Thurston affirme, grossièrement, que toute variété compacte orientable de dimension trois peut être découpée en un nombre fini de morceaux portant une structure géométrique. Dans le cas où la variété admet une action non-libre d'un groupe fini, il suffit de munir l'orbifold quotient d'une structure géométrique puis de remonter celle-ci sur la variété de départ. C'est pourquoi il était important de comprendre les orbifolds car, paradoxalement, il est plus facile de munir un orbifold (non-lisse) d'une structure géométrique que de le faire pour une variété lisse générale.
Par ailleurs les orbifolds de dimension deux peuvent jouer le rôle de bases de fibrés en cercles appelés fibrés de Seifert et qui jouent un rôle important comme morceaux de la décomposition de Thurston (la définition d'un fibré au-dessus d'un orbifold est adaptée de celle concernant les variétés par une démarche proche de celle utilisée plus haut pour les revêtements).

## Applications à la théorie des cordes

### Lien avec les espaces de Calabi-Yau
Lorsqu'en théorie des supercordes on cherche à construire des modèles phénoménologiques réalistes, il est nécessaire d'effectuer une réduction dimensionnelle car les supercordes se propagent naturellement dans un espace à 10 dimensions alors que l'espace-temps de l'univers observable a seulement 4 dimensions apparentes. Les contraintes formelles de la théorie imposent néanmoins des restrictions sur l'espace de compactification dans lequel sont cachées les dimensions supplémentaires. Dans le cas où on cherche un modèle réaliste en 4 dimensions qui possède la supersymétrie alors l'espace de compactification doit être un espace de Calabi-Yau possédant donc 6 dimensions.
Il existe d'innombrables possibilités de variétés de Calabi-Yau différentes (des dizaines de milliers, en fait). Leur étude générale est mathématiquement très complexe et pendant longtemps il a été difficile d'en construire beaucoup explicitement. Les orbifolds sont alors très utiles car lorsqu'ils satisfont aux contraintes imposées par la supersymétrie que nous avons mentionnées, ils constituent des exemples de Calabi-Yau dégénérés, du fait de la présence de singularités, mais néanmoins tout à fait acceptables du point de vue de la théorie physique. De tels orbifolds sont alors dits supersymétriques. L'avantage de considérer des orbifolds supersymétriques plutôt que des Calabi-Yau généraux est que leur construction est dans la pratique beaucoup plus simple d'un point de vue purement technique.
Il est alors très souvent possible, comme on va le voir ci-dessous, de relier un orbifold supersymétrique possédant des singularités à une famille continue d'espaces de Calabi-Yau sans singularité.

#### Cas de T4/Z2etK3
L'espace K3 possède 16 cycles de dimension 2 qui sont topologiquement équivalents à des sphères usuelles. Si on fait tendre la surface de ces sphères vers 0 alors K3 développe 16 singularités (cette limite se trouve au bord de l'espace de modules de cette variété). C'est à cette limite singulière que
correspond l'orbifold {\displaystyle T^{4}/\mathbb {Z} _{2}\,} obtenu en quotientant le 4-tore par la symétrie d'inversion de chacune des coordonnées (c'est-à-dire {\displaystyle x\rightarrow -x\,} dans chaque direction).

### Symétrie miroir
La symétrie miroir est un concept dont l'idée fut créée en 1988. Elle dit que deux espace de Calabi-Yau conduisent à la même physique si leur nombre de trous total dans toutes les dimensions sont égaux. Cela veut dire que même si leur nombre de trous n'est pas égal par dimensions, ils conduisent à la même physique si leur nombre de trous total est identique. Il faut entendre, par même physique, que des Calabi-Yau avec les mêmes nombres de trous au total conduisent à un univers avec le même nombre de familles.

### Opération
Cette technique fut inventée dans les années 80 par Dixon, Vafa, Witten et Harvey. L'opération d'orbifold consiste à créer une nouvelle forme de Calabi-Yau en reliant différents points du Calabi-Yau initial. C'est une méthode pour manipuler mathématiquement des espaces de Calabi-Yau en reliant certains de ces points. Mais ces manipulations sont si compliquées que les physiciens n'ont pas envisagé de la reproduire sur une forme aussi compliquée qu'un espace de Calabi-Yau dans toute sa splendeur.
L'opération d'orbifold n'est pas une transition géométrique comme la transition de flop ou la transition de conifold qui
provoque des cataclysmes monstrueux[réf. nécessaire] comme des déchirures de l'espace-temps.

### Conséquences
En identifiant ainsi certains points, l'espace de Calabi-Yau de « départ » (que nous appellerons α) et celui d'« arrivée » (que nous appellerons β) différent par leur nombre de trous dans chaque dimension : les trous des dimensions paires (2e, 4e, 6e dimension) de Calabi-Yau β était égaux au nombre de trous dans les dimensions impaires (1re, 3e, 5e) du Calabi-Yau α et vice-versa ! Mais cela revient à dire que le nombre de trous total ne change pas. Mais cette inversion pair avec impair aboutit à des structures géométriques fort distinctes.